# Альошкіни
Альо́шкіни (рос. Алёшкины) — присілок у складі Афанасьєвського району Кіровської області, Росія. Входить до складу Бісеровського сільського поселення.
Населення становить 45 осіб (2010, 62 у 2002).
Національний склад станом на 2002 рік — росіяни 100 %.